# فرودگاه هلیکوپتر مرکز پزشکی مید-کولومبیا
فرودگاه هلیکوپتر مرکز پزشکی مید-کولومبیا (به انگلیسی: Mid-Columbia Medical Center Heliport) یک فرودگاه خصوصی است . این فرودگاه در شهر دلس، اورگن کشور ایالات متحده آمریکا قرار دارد و در ارتفاع ۹۱ متری از سطح دریا واقع شده‌است.